# حاج قلندر (بابويي)
حاج قلندر (بالفارسية: حاج قلندر) هي قرية تقع في إيران في قسم بابويي الريفي. يقدر عدد سكانها بـ 82 نسمة بحسب إحصاء 2016.